# Oerenburg
Die Oerenburg ist ein slawischer Burgwall in der Gemeinde Woltersdorf im niedersächsischen Landkreis Lüchow-Dannenberg.

## Geschichte
Der slawische Burgwall ist in der ersten Hälfte des 9. Jahrhunderts errichtet und in der Mitte des Jahrhunderts ausgebaut worden. Im 10. Jahrhundert setzte die Belegung erst einmal aus und wurde erst in spätslawischer Zeit im 11./12. Jahrhundert noch einmal für eine kurze Periode wieder aufgenommen. Die erste urkundliche Erwähnung stammt aus dem Jahr 1324 als Standort einer Forstaufsicht. Die Burg war zu diesem Zeitpunkt schon abgegangen. 

## Archäologische Ausgrabung
Im Zuge des Baus der Bundesstraße 493 wurde von 1980 bis 1983 durch Berndt Wachter ein Viertel der Burganlage freigelegt. Man stieß auf Siedlungsschichten von bis zu 1,7 m Tiefe und großflächige slawische Burg- und Besiedlungsreste, u. a. ein langgestrecktes, eingetieftes Haus von 11 × 3 m Größe.

## Beschreibung
Die Burg liegt in einer Lucie genannten, ehemals sumpfigen Niederung. Von hier aus konnte die West-Ost-Verbindung vom östlichen Niedersachsen in die Prignitz überwacht werden. Heute ist von der Burg nur noch ein kleines, flaches Plateau im Gelände erkennbar.
Die Ringwallanlage besitzt einen Durchmesser von ca. 80 m und wurde im Laufe der Zeit dreimal erneuert. Die zu Beginn 4,50 m breite Befestigung wurde zunächst auf 6 m und zuletzt auf 7 m verbreitert. Sie bestand aus mit Erde gefüllten Holzkästen und war mit jeweils einer Doppelpalisade an der Berme und auf der Wallkrone versehen. Die 1–2 m breite Berme war mit Flechtwerk aus Knüppelholz befestigt. Davor verlief ein 5 m breiter, innerer Sohlgraben.